# アジアハイウェイ32号線
アジアハイウェイ32号線（アジアハイウェイ32ごうせん）は、アジアハイウェイ網の路線の一つ。アジアハイウェイ東アジア・北東アジア小地域（サブリージョン）の路線の一つ。総延長は3,748キロメートル (km) である。
日本海に面する北朝鮮羅先特別市先鋒を起点としている。北朝鮮内の区間は延長60 kmと短い。ソンボンから北北東約28 kmの豆満江に琿春=羅先橋（図們江大橋）が架けられており、橋の両岸に中朝の国境検問所（中国側の名称は圏河国境検問所）がある。
中国側に入ると琿春までの約40 kmは省道の区間となる。琿春からウランホトまでは高速道路区間であり、途中の長春でアジアハイウェイ31号線と交差する。ウランホトから中蒙国境検問所のアルシャン国境検問所までは国道および省道の区間となる。
モンゴル国に入り、ヌムルグ国境検問所からチョイバルサンまでの区間は一般の連絡道路である。チョイバルサンからウリヤスタイまでの区間と、バヤンホシューからホブドまでの最終区間は国道となる。それ以外は一般の連絡道路区間である。モンゴル国の区間のうち、ウンドゥルハーンからツェツェルレグまでは舗装道路となっている。しかしウンドゥルハーンから東と、ツェツェルレグから西は、舗装がされているのは一部であり、ほとんどが未舗装である。途中ナライフからウランバートルまで、アジアハイウェイ3号線との重複区間である。終点のホブドで、アジアハイウェイ4号線と接続する。

## ルート

### 北朝鮮
区間延長60 km
- 羅津=元汀道路 : 先鋒 - 元汀 - （中華人民共和国へ）

### 中華人民共和国
区間延長1,131 km
- 省道S201号線 : 圏河国境検問所 - 琿春
- 琿烏高速道路 : 琿春 - 長春（アジアハイウェイ31号線と交差） - ウランホト
- 国道G111号線 : ウランホト - 柳樹川
- 省道S203号線 : 柳樹川 - アルシャン - イルシ
- 口岸道路 : イルシ - アルシャン国境検問所 - （モンゴル国へ）

### モンゴル国
区間延長2,520 km
- タムサグブラグ=スムベル連絡道路 : ヌムルグ国境検問所 - スムベル（英語版） - タムサグブラグ（英語版）
- チョイバルサン=タムサグブラグ連絡道路 : タムサグブラグ - チョイバルサン
- 国道A0502号線 : チョイバルサン - ウンドゥルハーン
- 国道A0501号線 : ウンドゥルハーン - ナライフ（英語版）（アジアハイウェイ3号線と合流・分岐） - ウランバートル（アジアハイウェイ3号線と合流・分岐）
- 国道A0301号線 : ウランバートル - ルン（英語版） - ウラーンシヴィート（英語版）
- 国道A0601号線 : ウラーンシヴィート - ハラホリン
- 国道A0602号線 : ハラホリン - タヴァンブラグ（英語版）
- 国道A0603号線 : タヴァンブラグ - ツェツェルレグ - トソンツェンゲル（英語版）
- 国道A1102号線 : トソンツェンゲル - ウリヤスタイ
- ウリヤスタイ=エルデネハイルハン連絡道路 : ウリヤスタイ - エルデネハイルハン（英語版）
- エルデネハイルハン=ザブハンマンダル連絡道路 : エルデネハイルハン - ザブハンマンダル（英語版）
- ドルゴン=ザブハンマンダル連絡道路 : ザブハンマンダル - シアー（英語版）
- ドルゴン=ミャンガド連絡道路 : シアー - バヤンホシュー（英語版）
- 国道A1701号線 : バヤンホシュー - ホブド（アジアハイウェイ4号線と接続）

## 国境の出入国・通関について
- 中蒙国境

アルシャン=ヌムルグ国境検問所を通じた出入国・輸出入は、中国・モンゴル両国以外の第三国に開放されていない。

## 参考資料
- Asian Highway （英語） - 国際連合アジア太平洋経済社会委員会による解説
- Asian Highway Route Map (PDF)  （英語） - 国際連合アジア太平洋経済社会委員会によるルート図
- Asian Highway Handbook (PDF)  （英語） - 国際連合アジア太平洋経済社会委員会
- アジアハイウェイ・プロジェクトの概要 - 国土交通省総合政策局
- アジアハイウェイとは - 国土交通省総合政策局
- Mongolia Road Sector Development to 2016 (PDF)  （英語） - アジア開発銀行(2011年）